# Rondella di Santa Toscana
La rondella di Santa Toscana è un baluardo situato lungo le mura magistrali di Verona, sulla sinistra d'Adige, progettato da Teodoro Trivulzio.

## Storia e descrizione
La costruzione del baluardo risale al 1520, realizzato su disegno di Teodoro Trivulzio, nell'ambito del rafforzamento da parte della Repubblica di Venezia delle fortificazioni di Verona, che aveva l'obiettivo di renderle più adatte all'introduzione della polvere da sparo. Alla stessa fase risale anche la realizzazione delle cortine terrapienate, sia verso sud in direzione di porta Vescovo, che verso ovest in direzione del raccordo con le mura scaligere della città, commissionate dal principe Cangrande I. Nel 1840 venne inoltre ristrutturata e rinforzata dagli austro-ungarici.
Si tratta di un'opera di muratura e terra, originariamente a tracciato circolare, con muro aderente rivestito di laterizio e a scarpa, ossia in pendenza, sino all'altezza della cordonatura di pietra, che prosegue con il coronamento superiore verticale, che a sua volta sostiene il parapetto di terra, con scarpata a pendenza naturale. Alla base, il muro di rivestimento è munito sul perimetro da una galleria di contromina, provvista di spiragli per la luce e per l'aria.
La posizione in cui fu collocata la rondella, esternamente rispetto alla cinta scaligera, finalizzata a eliminare il tratto di mura "rientranti" in prossimità di porta Santo Sepolcro, rese necessaria la costruzione delle due nuove cortine terrapienate già citate, che la collegano ancora oggi a porta Vescovo e alla cinta scaligera. L'intervento ottocentesco aggiunge alla rondella i fianchi rettilinei, casamattati, con paramento di tufo a opus poligonale. Dell'opera cinquecentesca resta visibile il saliente arrotondato, col paramento in laterizio. Nella cortina a sinistra della rondella è stata inoltre inserita la sortita per fanteria, cavalleria e artiglieria trainata; la porta, munita di casematte laterali per fucileria, era dotata di ponte levatoio.